# 杨宇霆公馆旧址
杨宇霆公馆，是北洋奉系军阀将领杨宇霆在沈阳的故居，其旧址位于辽宁省沈阳市大东区魁星楼路6号。目前，该建筑是辽宁省文物保护单位。

## 建筑
杨宇霆公馆建筑群始建于1921年，由主楼和四合院两部分组成，共占地4913.2平方米。公馆旧址主楼为砖混结构，共三层，地上两层，地下一层。建筑外墙为仿石设计。窗户呈拱券形，并配有弧形窗套装饰。二层的窗户之间装饰有半圆形柱，柱头为爱奥尼式风格。公馆旧址四合院位于主楼的南侧，其建造时间早于主楼，为典型的中国传统青砖灰瓦建筑，采用前廊硬山顶设计，由正房、东西厢房和门房构成。正房共有五间，两侧设有耳房。四合院内的四座建筑的檩枋上绘有彩画，廊柱涂朱红漆，廊下地面铺设花纹釉面砖。
目前，公馆旧址主楼由大东区政府部门管理使用。